# アンノン族
アンノン族（アンノンぞく）とは、1970年代中期から1980年代にかけて流行した現象を表す語。
ファッション雑誌や旅行ガイドブックを片手に一人旅や少人数で旅行する若い女性を指した。旅行の主役として女性客が重視される最初の契機となった現象。
概ね1955年（昭和30年）から1964年（昭和39年）に生まれた世代に相当し、2023年（令和5年）現在は69～59歳となっている。
1世代前の若人の旅行スタイルであるカニ族と共に、現在では廃語となっている。

## 語源
1970年に創刊された若い女性向けの雑誌『an・an』（アンアン）と、1971年創刊の『non-no』（ノンノ）は、多数のカラー写真による旅行特集を掲載した。美しい写真や記事に刺激され、これらのファッション雑誌を片手に持った多数の若い女性が特定の観光地に押しかけたことから「アンノン族」と呼ばれるようになった。

## 背景
1960年代までの日本では未婚の若い女性が旅行することはごく少なかった。一般に観光地は、新婚旅行や企業の慰安旅行の男性の団体旅行に対応した温泉、修学旅行の児童生徒や中高年の訪問者が主体の神社や寺院、若者（主に男性）のグループ旅行によるスキー、家族旅行の海水浴などが主体であった。しかし1970年に大阪で開催された日本万国博覧会で、日本にも個人による国内旅行が定着した。万博の後 当時の国鉄は引き続き個人旅行の需要を喚起するためにディスカバー・ジャパンキャンペーンを始めた。

## アンノン族の誕生と影響
ファッション雑誌an･anやnon-noが対象とした読者層は、入社5年目位の若いOL（18歳から27歳程度）だったが、実際に旅に出たのは大学生（女子大生）から若いOLの、18・19歳から20代の年頃の大都市圏の未婚女性であった。
国鉄のキャンペーンと同時進行的に始まったアンノン族現象は、従来の旅行と全く異なる旅行スタイルであった。国鉄も女性の旅行者を意識した旅行スタイルを重要視し、その雰囲気を伝える山口百恵の「いい日旅立ち」（1978年）をコマーシャルソングとして採用した。当時既にモータリゼーションが普及しつつあったものの高速道路はまだ整備途上で自動車を運転する若い女性はまだ少なく、飛行機も地方空港が整備途上で若い未婚女性にとってはまだ高額で、海外旅行もまだ大衆化しておらず、国鉄は1976年の国鉄運賃50％値上げ前の時期で運賃水準が低かったこともあり、当時の若い女性たちの旅行もまた、国鉄を利用した国内旅行がほとんどであった。

### 新しい旅先の発掘
各地のいわゆる小京都に代表される、落ち着いた静かな歴史を感じさせる町並み等、従来の観光地とは異なる洒落た場所に女性客が訪れるようになった。これにあやかるように小京都と呼ばれる観光地は、その後から地方に増え続けた。また旅行自体も名所旧跡を急いで巡るのではなく、各地の美味な食べ物（郷土料理や名産の菓子など）を食べたり旅先でのゆっくりした時間を楽しんだりする、いわゆる癒しをテーマにした旅の先がけであった。

### 小規模な観光地へ旅行者が殺到
これらの雑誌は、上記のように従来型の大規模な観光地以外の場所を紹介することが多く、小規模な町が雑誌に掲載されると施設の収容能力を上回る女性客が押し寄せた。中山道の妻籠宿などの各宿場街の宿泊施設は民宿が主体であるが、訪れてきた大勢の女性客をなんとか宿泊させようと苦心し家族部屋まで開放することも多かった。

### 女性客を対象とした街づくり
アンノン族によって女性が旅行の主体となった。以後、女性客を呼び込むことが観光地の発展に繋がることになった。そこで各観光地は女性客の好みに合うような街づくりを行った。現在人気の高い温泉、例えば由布院温泉などは早くから歓楽色を排除して独自の静かな温泉街を形成している。バブル期の頃に安易に女性を意識しメルヘン路線に走った観光地もあるが、現在は修正されつつある。
アンノン族であった女性の多くは1980年頃からバブル期にかけて結婚して主婦や母親となって家族単位での行動が中心となり、高速道路網の整備が進んだことからマイカーでの家族旅行が主流になって、女性同士では旅行に行かなくなった者も多く、なかには旅行そのものから遠ざかる者もいた。一方でバブル期以降は円高による海外旅行の一般化もあって、幼い子供を連れて家族で海外旅行に行く元アンノン族も多かった。新婚旅行先に海外を選ぶ者が増えたのもアンノン族世代からである。2010年代に入って子育てを終えてからは、再び女性同士での公共交通機関を利用した国内旅行に目を向けるようになった。2023年現在、アンノン族は58～68歳になっており子育てを終え、ゆとり世代である子供も独立してふたたび時間的に余裕のできた女性たちである。旅行会社やJR西日本などの鉄道会社は、かつてアンノン族であった女性たちに鉄道を利用した国内観光を提案するキャンペーンを展開している。

## アンノン族が訪れた観光地
- 小樽の運河とガラス細工
- 函館
- 平泉
- 松島
- 会津若松
- 那須高原
- 日光
- 鎌倉と江ノ島
- 箱根
- 富士五湖
- 越後湯沢
- 軽井沢
- 清里高原
- 輪島
- 金沢
- 中山道の妻籠宿、馬籠宿、奈良井宿
- 飛騨高山
- 伊勢志摩
- 長浜
- 京都の大原
- 京都の嵯峨野
- 天橋立
- 奈良公園
- 吉野と高野山
- 神戸の異人館街
- 倉敷美観地区
- 松江と出雲大社
- 尾道
- 宮島
- 萩と津和野
- 長崎
- 湯布院